# Mordellistenoda
Mordellistenoda là một chi bọ cánh cứng trong họ Mordellidae.
Chi này được miêu tả khoa học năm 1941 bởi Ermisch.

## Các loài
Chi này gồm các loài:
- Mordellistenoda còn gọi là (Kôno, 1928)
- Mordellistenoda atrilimbata Shiyake, 1997
- Mordellistenoda australiensis Ermisch, 1963
- Mordellistenoda donan Tsuru, 2004
- Mordellistenoda fukiensis Ermisch, 1941
- Mordellistenoda ismayi Batten, 1990
- Mordellistenoda melana Fan & Yang, 1995
- Mordellistenoda memnonia Shiyake, 1997
- Mordellistenoda nigricans Shiyake, 1997
- Mordellistenoda notialis Shiyake, 1997
- Mordellistenoda ohsumiana (Nakane, 1957)
- Mordellistenoda trapezoides Batten, 1990